# 민충사 (청주시)
민충사(愍忠祠)는 충청북도 청주시 비하동 주봉마을에 위치한 사당이다.
2001년 12월 6일 충청북도 유도회(儒道會)가 주축이 되어 건립한 사우로서 임진왜란 때 청주성 탈환에 공이 큰 박춘무,  박춘번(박춘무의 동생),  박동명,  박홍원,  이시발,  한혁,  정순년,  민여함,  칠백의용사의 위패가 모셔져 있다.
'민충사'의 민은 박춘무의 시호 민양공(愍襄公)의 첫 자에서, 충자는 선봉장이었던 아들 박동명의 시호 충경공(忠景公)과 종사관이었던 이시발의 시호 충익공(忠翼公)의 첫 자에서 딴 것이다.

## 개요
청주시내에서 송상현 충렬사로 가기 전 비하동 부모산 남쪽 주봉마을 뒤에는 임진왜란 당시 700여명의 의병을 모아 청주성을 탈환한 박춘무를 비롯한 청주의 병사들의 신위를 모신 민충사가 있다. 당시 청주성 탈환은 관군보다 충북 옥천의 조헌, 공주의 영규대사 그리고 청주의 박춘무가 모집한 의승병의 힘으로 이루어진 것으로 임진왜란 전사에 큰 비중을 차지하고 있는 전투였다. 이 사당은 2001년 순천 박씨 문중에서 주관이 되어 건립한 것으로, 이곳에는 민양공 박춘무를 비롯하여 박춘번, 박동명, 이시발, 한혁 등 당시 청주출신 의병들과 이름없는 칠백의용사의 신위를 모시고 있으며 해마다 청주성 탈환일인 9월 5일에 제사를 지내고 있다.

## 제향인물
- 박춘무(朴春茂) : 시호는 민양(愍襄) 호는 화천당(花遷堂) 본관은 순천. 임진왜란 당시 의병 우의대장으로 청주성을 탈환했으며 진천을 수복했고 의주에서 왕을 모셨다.
- 박춘번(朴春蕃) : 화천당의 동생으로 호는 경원(慶元). 임진왜란때 형과 함께 선봉으로 청주성을 탈환했고 후에 호조판서에 추증됐다.
- 박동명(朴東命) : 화천당의 아들로 시호는 충경(忠景), 호는 매은당(梅隱堂). 임진왜란때 부친과 함께 활동했으며, 이괄의 난과 병자호란 때 큰 공을 세웠으나 순국했다.
- 이시발(李時發) : 시호는 충익(忠翼), 호는 벽오(碧梧), 본관은 경주. 임진왜란때 박춘무의 종사관으로 의병모집과 훈련을 담당했으며, 벼슬이 공조판서에 이르렀다.
- 한 혁(韓 赫) : 본관은 청주. 임진왜란때 박춘무의 종사관으로 의병모집과 훈련을 담당했다.
- 정순년(鄭舜年) : 본관은 동래. 임진왜란때 박춘무의 종사관으로 의병모집과 사재를 털어 군자금을 마련했다.
- 민여함(閔汝函) : 본관은 여흥. 임진왜란때 박춘무의 종사관으로 의병모집과 군자금을 담당했다.
- 칠백의 용사 : 이름없이 빛나는 칠백의 의병
- 박홍원(朴弘遠) : 박춘무의 손자로 이괄의 난 때 의병을 모집 활동했다.